# Silvia Saint
Silvia Saint (ur. 12 lutego 1976 w Kyjovie) – czeska aktorka pornograficzna. Bywała nazywana „królową seksu analnego” (Anal Sex Queen).

## Życiorys

### Wczesne lata
Urodziła się w Kyjovie. Po maturze, przez dwa lata studiowała zarządzanie w Brnie. Pracowała jako menadżer hotelu w Zlinie. W innych firmach pracowała jako koordynatorka księgowego i ds. marketingu, jednakże czując się niespełnioną finansowo - podjęła pracę jako fotomodelka reklamująca bieliznę.

### Kariera
W 1996 trafiła do czeskiej edycji magazynu „Penthouse” i dwa lata później, w październiku 1998 została ulubienicą miesiąca amerykańskiego wydania magazynu „Penthouse”, pojawiła się też w magazynie „Hustler” i innych czasopismach. Jej ówczesny przyjaciel zachęcił ją, by wzięła udział w castingu do amerykańskiego filmu pornograficznego. W 1997 ostatecznie rozpoczęła pracę w branży porno. Jej pierwszym filmem był Lee Nover: Search for the Perfect Breasts. Otrzymała nagrodę People’s Choice Adult Award dla najlepszego debiutanta w przemyśle i AVN Awards.
Filmy z jej udziałem w Europie kręcone były przede wszystkim dla Private Media Group, m.in. Triple X 24 (1997) z Christophem Clarkiem, Irresistible Silvie (1997) z Davidem Perrym, trylogii sci-fi Private Black Label 6-8: Uranus Experiment (1999) jako Helena Sidorenko z Frankiem Majorem, Private Penthouse 4: Dangerous Things 2 (2000) z Nacho Vidalem i Frankiem Gunem czy Pirate Deluxe 11: Academy (2000) z Monicą Sweetheart. Wystąpiła też w produkcjach Vidéo Marc Dorcel (VMD), m.in. Cena pożądania (L’Enjeu du désir, 1999) Alaina Payeta z Davidem Perrym i Karen Lancaume, Evil Angel - Rocco's Private Fantasies 1 (1997) z Rocco Siffredim i Rocco's True Anal Stories 1 (1998) z Hakanem Serbesem. W Stanach Zjednoczonych pracowała m.in. dla Digital Playground - My Girlfriend Silvia Saint (1999) z Markiem Davisem, Odyssey - Ecstasy Girls 1 (2000) i Jaw Breakers 1 (2003) z Brianem Surewoodem.
19 marca 2001 oficjalnie ogłosiła swoje odejście z branży. Do branży porno powróciła jako producentka, czasami jednak brała udział w scenach lesbijskich lub pozowała do aktów. Jej zdjęcia archiwalne były prezentowane w niemieckim filmie dokumentalnym Die Geschichte des erotischen Films (2004). W lutym 2007 została dziewczyną miesiąca konkursu Elite Babes Viva Thomasa.
W marcu 2013 zajęła dziewiąte miejsce w rankingu „Najlepsze aktorki porno wszech czasów” (Las mejores actrices porno de todos los tiempos), ogłoszonym przez hiszpański portal 20minutos.es.

### Życie prywatne
W latach 1997–98 była związana z niemieckim aktorem porno Hakanem Serbesem. W latach 1997–2001 była w związku z afroamerykańskim aktorem porno Mr. Marcusem. Powróciła do Czech, gdzie w roku 2005 wyszła za mąż.

## Nagrody i nominacje
| Rok  | Nagroda                                     | Kategoria                                                  | Film                                                                           | Inni wykonawcy                 | Rezultat  |
| ---- | ------------------------------------------- | ---------------------------------------------------------- | ------------------------------------------------------------------------------ | ------------------------------ | --------- |
| 1996 | Nagroda magazynu Penthouse                  | Ulubienica roku (czeska edycja Penthouse)                  | -                                                                              | -                              | Wygrana   |
| 1997 | People’s Choice Adult Award                 | Najlepszy debiut                                           | -                                                                              | -                              | Wygrana   |
| 1997 | AVN Award                                   | Best Tease Performance                                     | Fresh Meat 4 (1997), reż. John Leslie                                          | -                              | Wygrana   |
| 1997 | CAVR Award (Cyberspace Adult Video Reviews) | Gwiazdka                                                   | -                                                                              | -                              | Wygrana   |
| 1998 | Nagroda magazynu Penthouse                  | Ulubienica miesiąca - październik                          | -                                                                              | -                              | Wygrana   |
| 1999 | AVN Award                                   | Najlepsza scena seksu w zagranicznej produkcji - wideo     | Triple X Files 5: Enjoy Silvie (1998), reż. Christoph Clark i Francois Clousot | Frank Gun, Micha i David Perry | Nominacja |
| 2000 | Ninfa                                       | Najlepsza scena seksu lesbijskiego                         | Alexia i spółka (Alexia and Co., 2000), reż. Marc Dorcel                       | Nikki Anderson i Kate More     | Wygrana   |
| 2000 | CAVR Award (Cyberspace Adult Video Reviews) | Gwiazda                                                    | -                                                                              | -                              | Wygrana   |
| 2000 | Hot d’Or                                    | Najlepsza europejska aktorka drugoplanowa                  | Le Contrat des Anges (1999), reż. Marc Dorcel                                  | -                              | Wygrana   |
| 2004 | Ninfa                                       | Najlepsza aktorka                                          | -                                                                              | -                              | Wygrana   |
| 2005 | 2e Festival « Delta de Vénus » w Turynie    | Prix Torino Sex 2005                                       | -                                                                              | -                              | Wygrana   |
| 2005 | Ninfa                                       | Najlepsza aktorka - nagroda publiczności                   | -                                                                              | -                              | Wygrana   |
| 2011 | CAVR Award (Cyberspace Adult Video Reviews) | Nagroda honorowa CAVR - gwiazda porno Top 10 wszech czasów | -                                                                              | -                              | Wygrana   |
| 2012 | AVN Award                                   | AVN Hall of Fame (Aleja Sław)                              | -                                                                              | -                              | Wygrana   |